# Moritz Meier (Musiker)
Moritz Meier (geboren am 10. Februar 1883 in Frankfurt am Main; gestorben um den 14. Oktober 1944 im KZ Auschwitz) war ein deutscher Kapellmeister, Korrepetitor, Pianist, Kammermusiker, Musikpädagoge und ein Opfer des Holocausts.

## Leben
Der Sohn eines Bürodieners arbeitete bis 1933 in seiner rund drei Jahrzehnte umfassenden Berufslaufbahn als Kapellmeister, Kapellenleiter, Pianist, Kammermusiker und Musikpädagoge für Orgel, Klavier, Harmonium, Violine und Theorie. Seit dem 1. Oktober 1906 wirkte er für die Frankfurter Theater AG. Bereits fünf Jahre darauf wurde Meiers Vertrag von Intendant Emil Claar auf die Funktionen eines Solo-Korrepetitors und eines Zweiten Kapellmeister des Schauspielhauses erweitert. 1919 gelangte Meier in den Rang eines stellvertretenden Musikdirektors am Schauspiel und übernahm überdies die Erste Violine. Als 1921 das Theater in starke finanzielle Schieflage geriet, musste sich Moritz Meier wieder mit der Funktion eines einfachen Bühnenmusikers begnügen. Zunehmende gesundheitliche Probleme erzwangen schließlich am 1. August 1925 seinen Abgang. Moritz Meier wechselte die Seiten, und aus dem aktiven Bühnenmusiker wurde nunmehr ein Musiklehrer. 
1933 veränderte sich das Leben des jüdischen Künstlers infolge der Machtergreifung dramatisch. Meier hielt sich zunächst mit der pädagogischen Tätigkeit über Wasser, doch auch dort folgten bald Beschränkungen. Seit 1937 durfte er nur noch jüdische Schüler unterrichten, und so versuchte Meier sich etwas Geld mit der Tätigkeit eines Organisten in der Offenbacher Synagoge hinzuzuverdienen, bis infolge der sog. Reichskristallnacht am 9. November 1938 auch diese Möglichkeit nicht mehr gegeben war. Nach diesem Pogrom deportierte man Meier bis Mitte Dezember 1938 für mehrere Wochen in das KZ Buchenwald. Finanziell bereits in äußerst prekären Umständen, wurden Moritz Meier als weitere staatliche Schikane zum Jahresbeginn 1941 auch noch die Kürzung seiner Ruhestandsbezüge um 19 Prozent auferlegt. 
Als Moritz Meier und seine Frau Antonie am 15. September 1942 von Frankfurt aus mit dem Transport XII/3, Nr. 742 in das Ghetto Theresienstadt deportiert wurden, durfte der Künstler wenigstens seine Violine, das Herzstück seiner Kunst, mitnehmen. Dieses Instrument wurde ihm jedoch von der Lagerleitung bei der Ankunft gleich wieder abgenommen. Nach über zwei Jahren im Altersghetto erfolgte am 12. Oktober 1944 der Weitertransport (Transport Eq, Nr. 526) des alten Ehepaars Meier in das Vernichtungslager Auschwitz, wo beide vermutlich unmittelbar nach der Ankunft in die Gaskammer geschickt wurden. Moritz Meiers Name ist auf der Gedenktafel der Städtischen Bühnen aufgeführt, sein 1921 geborener Sohn konnte 1939 vor den Nazis nach Großbritannien entkommen.